# Ctenotus schomburgkii
Ctenotus schomburgkii (клинорилий гребневухий сцинк) — вид сцинкоподібних ящірок родини сцинкових (Scincidae). Ендемік Австралії. Вид названий на честь німецького ботаніка Моріца Ріхарда Шомбурга.

## Поширення і екологія
Клинорилі гребневухі сцинки мешкають в південних, західних і центральних районах Австралії. Вони живуть в пустелях, напівпустелях, на сухих луках і в саванах. Відкладають яйця, в кладці 2 яйця.